# Уоррен (округ, Теннесси)
Округ Уоррен (англ. Warren County) располагается в США, в штате Теннесси. Официально образован в 1807 году. По состоянию на 2010 год, численность населения составляла 39 839 человек. Получил своё название в честь американского государственного деятеля Джозефа Уоррена.

## География
По данным Бюро переписи США, общая площадь округа равняется 1124 км², из которых 1121 км² — суша, и 36 км², или 32 % — это водоёмы.

### Соседние округа
- Де-Калб (Теннесси) — север
- Уайт (Теннесси) — северо-восток
- Ван-Бьюрен (Теннесси) — восток
- Секуотчи (Теннесси) — юго-восток
- Гранди (Теннесси) — юг
- Коффи (Теннесси) — юго-запад
- Каннон (Теннесси) — северо-запад

## Демография
По данным переписи населения 2000 года в округе проживает 38 276 жителей в составе 15 181 домашнее хозяйство и 10 824 семьи. Плотность населения составляет 34 человека на км². На территории округа насчитывается 16 689 жилых домов, при плотности застройки 15 строения на км². Расовый состав населения: белые — 91,66 %, афроамериканцы — 3,16 %, коренные американцы (индейцы) — 0,21 %, азиаты — 0,42 %, гавайцы — 0,05 %, представители других рас — 3,56 %, представители двух или более рас — 0,94 %. Испаноязычные составляли 4,92 % населения независимо от расы.
В составе 31,90 % из общего числа домашних хозяйств проживают дети в возрасте до 18 лет, 56,20 % домашних хозяйств представляют собой супружеские пары, проживающие вместе, 11,20 % домашних хозяйств представляют собой одиноких женщин без супруга, 28,70 % домашних хозяйств не имеют отношения к семьям, 25,00 % домашних хозяйств состоят из одного человека, 10,50 % домашних хозяйств состоят из престарелых (65 лет и старше), проживающих в одиночестве. Средний размер домашнего хозяйства составляет 2,47 человека, и средний размер семьи — 2,93 человека.
Возрастной состав округа: 24,20 % — моложе 18 лет, 9,10 % — от 18 до 24, 29,40 % — от 25 до 44, 23,40 % — от 45 до 64, и 13,90 % — от 65 и старше. Средний возраст жителя округа — 37 лет. На каждые 100 женщин приходится 96,50 мужчин. На каждые 100 женщин старше 18 лет приходится 94,70 мужчин.
Средний доход на домохозяйство в округе составлял 30 920 USD, на семью — 37 835 USD. Среднестатистический заработок мужчины был 28 409 USD против 20 863 USD для женщины. Доход на душу населения был 15 759 USD. Около 13,00 % семей и 16,60 % общего населения находились ниже черты бедности, в том числе — 20,40 % молодежи (тех, кому ещё не исполнилось 18 лет) и 17,20 % тех, кому было уже больше 65 лет.